# Gladsaxe SF
Le  Gladsaxe SF est un club de hockey sur glace de Gladsaxe au Danemark. Il évolue en Division 1, 2e niveau danois.

## Historique
Le club est créé en 1959. Il a remporté la AL-Bank ligaen à 5 reprises.

## Palmarès
- Championnat du Danemark :
  - Champion (5) : 1967, 1968, 1971, 1974 et 1975
  - Vice-champion (4) :  1966, 1969, 1970 et 1977
- Champion de Division 1 (2) :  1996,  1987